# Roseville (California)
Roseville, fundada en 1909 es una ciudad ubicada en el condado de Placer en el estado estadounidense de California. En el año 2009 tenía una población de 112,343 habitantes y una densidad poblacional de 1,438.8 personas por km².

## Geografía
Roseville se encuentra ubicada en las coordenadas 38°45′09″N 121°17′22″O / 38.752434, -121.289338. Según la Oficina del Censo, la ciudad tiene un área total de 79 km² (30,5 mi²), de la cual 78,9 km² (30,5 mi²) es tierra y 0,1 km² (0 mi²) (0.7%) es agua.

## Demografía
Según la Oficina del Censo en 2000 los ingresos medios por hogar en la localidad eran de $68,273, y los ingresos medios por familia eran $84,863. Los hombres tenían unos ingresos medios de $50,426 frente a los $35,494 para las mujeres. La renta per cápita para la localidad era de $47,021. Alrededor del 4.9% de la población estaban por debajo del umbral de pobreza.